# National Airlines (N8)
National Airlines – amerykańskie linie lotnicze cargo z siedzibą w Orlando. Specjalizują się w czarterowych lotach pasażerskich oraz cargo. 

## Flota
Według stanu na marzec 2025 flota National Airlines składała się z 13 samolotów o średnim wieku 24,3 lat:
| Samolot         | Samolot | Samolot   | Uwagi |
| Model           | Aktywne | Zamówione | Uwagi |
| --------------- | ------- | --------- | ----- |
| Airbus A330-200 | 3       | -         |       |
| Airbus A330-300 | 1       | -         |       |
| Boeing 747-400  | 9       | -         |       |
| Łącznie         | 13      | 0         |       |

## Wypadki i incydenty

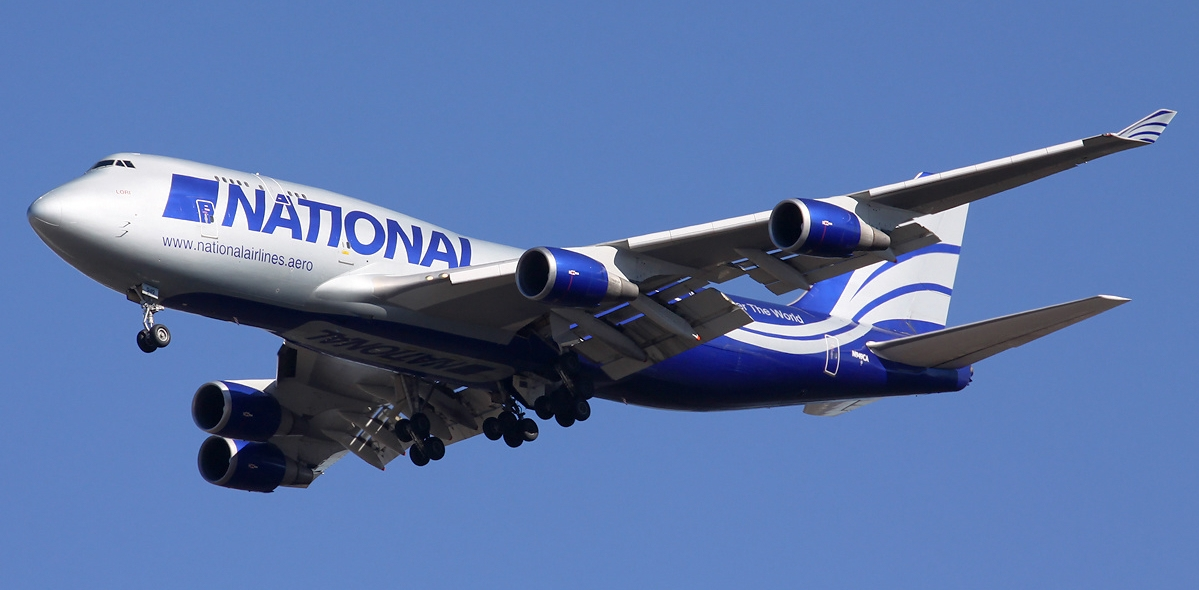
Boeing 747-400BCF w barwach National Airlines – ten samolot rozbił się w Bagram

- Katastrofa lotu National Airlines 102 – 29 kwietnia 2013 z powodu błędów w załadunku podczas startu z Bazy lotniczej Bagram rozbił się Boeing 747-400BCF. Wszystkich siedmiu członków załogi zginęło[4].